# 랄 바하두르 샤스트리

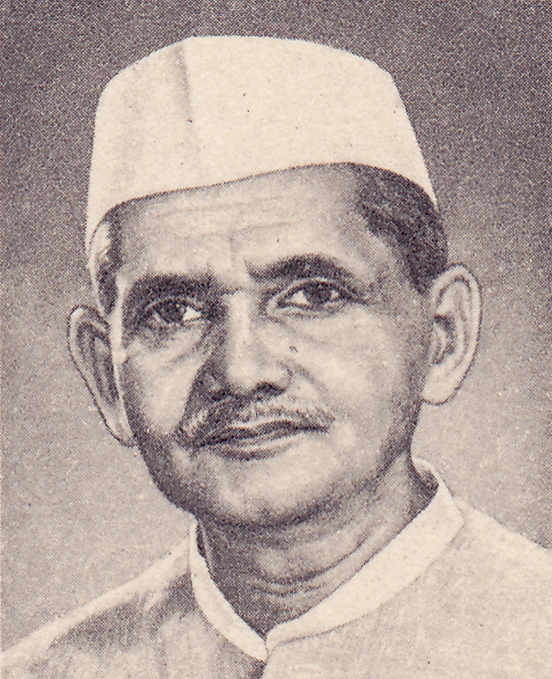
공식 초상화 랄 바하두르 샤스트리

랄 바하두르 샤스트리(영어: Lal Bahadur Shastri, 1904년 10월 2일 ~ 1966년 1월 11일)는 인도의 정치인으로, 인도의 제2대 총리 및 인도 국민회의(이하 회의당)의 선임대표를 지냈다.
1920년대 독립운동에 참여한 인물 중 하나였다. 마하트마 간디의 영향을 받고 그를 따르기 시작했으며, 후에는 자와할랄 네루를 따랐다. 1947년 인도가 독립을 쟁취하자 샤스트리는 네루 정권에 참여했으며, 철도부 장관(1951-56), 내무장관 등 각종 직위를 역임했다.
1965년 인도-파키스탄 전쟁 때 인도를 이끌었으며, "군인 만세! 농민 만세!(Jai Jawan Jai Kisan)"라는 슬로건을 앞세워 인기를 끌었다. 1966년 1월 10일 타슈켄트 선언으로 전쟁은 종식되었으나, 샤스트리는 다음 날 사망했다. 사인은 불명이며, 초기 심장마비로 알려졌으나 유족들은 이를 믿지 않았다. 생전 네루와 회의당의 충신이었으며, 네루는 그의 멘토이자 연못이었다. 당내 강력한 반발에도 불구하고, 네루와의 인연은 샤스트리가 총리직을 물려받는 데 결정적인 역할을 하였다.